# Raf Terwingen
Raf Louis Rosa Terwingen (Genk, 12 juli 1972) is een Belgisch politicus voor de CD&V.

## Biografie

### Opleiding
Terwingen volgde middelbare studies aan het Heilig Hartcollege in Maasmechelen en werd daarna in 1995 licentiaat in de rechten en in 1996 licentiaat in het notariaat aan de Katholieke Universiteit Leuven. Hij behaalde er in 1996 tevens het diploma van geaggregeerde in het hoger onderwijs. Na zijn studies werd hij advocaat aan de balie van Tongeren.

### Politieke loopbaan
Hij trad in de politieke voetsporen van zijn vader Wim Terwingen (1942-2007), die voor de CVP/CD&V burgemeester van Maasmechelen was. Vanaf 1998 was hij regiovoorzitter van de CVP- en daarna de CD&V-afdelingen van het Maasland. Van 2006 tot 2007 vervulde hij zijn eerste verkozen politiek mandaat als provincieraadslid van Limburg. 

#### Maasmechelen
Tijdens de lokale verkiezingen van 2012 was hij lijsttrekker in zijn gemeente Maasmechelen. Hij behaalde een score van 4.166 stemmen. De avond van de verkiezingen startte er tussen zijn partij en de sp.a coalitiegesprekken, maar nadat deze mislukten kwam er uiteindelijk een coalitie met Open Vld en N-VA van de grond.
Na de gemeenteraadsverkiezingen van 2018 bleef Terwingen burgemeester van Maasmechelen. Zijn partij behaalde 30 procent van de stemmen en haalde een zetel meer dan in 2012.. Hij ging vervolgens in zee met Open Maasmechelen, de lokale afdeling van Open Vld. Na de verkiezingen van oktober 2024 bleef CD&V met 27 procent de grootste partij in Maasmechelen, waarna ze een bestuur vormde met de lokale partij PUUR en het socialistische Vooruit. Hierdoor kon Terwingen in december 2024 aan zijn derde termijn als burgemeester beginnen.

#### Kamerlid
Terwingen stond bij de federale verkiezingen van juni 2007 als eerste opvolger op de Limburgse CD&V-Kamerlijst. Omdat verkozene Johan Sauwens echter verzaakte aan zijn mandaat, kon hij meteen zitting nemen in de Kamer van volksvertegenwoordigers. Bij de verkiezingen van juni 2010 werd hij als lijsttrekker herkozen en bij de verkiezingen van mei 2014 werd hij vanop de derde plaats verkozen voor een derde termijn als Kamerlid.
Begin december 2011 werd Terwingen fractieleider voor de CD&V in de Kamer in opvolging van Servais Verherstraeten, die staatssecretaris werd in de Regering-Di Rupo. Hij oefende deze functie uit tot in oktober 2014, toen de regering-Michel I werd geïnstalleerd en Servais Verherstraeten opnieuw fractievoorzitter werd.
Als Kamerlid was hij rapporteur van de Bijzondere Kamercommissie inzake seksueel misbruik, die op 31 maart 2011 met haar bevindingen kwam. Ook was hij actief als vast lid van de commissie justitie en handelsrecht. Tijdens zijn eerste legislatuur als Kamerlid diende Terwingen meer dan 100 wetsvoorstellen in, waarvan een kleine twintigtal gestemd zijn en daardoor wet werden. In de legislatuur 2014-2019 hield hij zich vooral bezig met wetsvoorstellen en -ontwerpen met betrekking tot burgerlijk en strafrecht, overwegend op het vlak van de adoptie- en assisenwet, het straf- en familierecht, en de wapen- en drugswetgeving.
Daarnaast was hij in 2010 betrokken bij een nieuwe assisenwet die de procedure efficiënter en sneller moest maken en minder zaken voor de volksjury moest mogelijk maken. Deze wet bevatte echter enkele vertaalfouten met verstrekkende gevolgen. Zo konden in Vlaanderen pogingen tot moord door de correctionele rechter behandeld worden, maar in Franstalig België niet.

#### Na het parlement
Bij de verkiezingen van mei 2019 bekleedde Terwingen opnieuw de derde plaats op de federale CD&V-lijst in Limburg. Hij behaalde een hoge persoonlijke score van 19.814 voorkeurstemmen, maar werd toch niet herkozen door het verlies van de derde CD&V zetel in Limburg. In oktober 2019 stelde hij zich kandidaat voor het voorzitterschap van zijn partij. Bij de eerste ronde van de voorzittersverkiezingen op 18 november 2019 behaalde hij de zesde plaats met 11 procent van de stemmen.
Na zijn parlementaire loopbaan was Terwingen van december 2019 tot oktober 2020 juridisch adviseur op het kabinet van minister van Justitie Koen Geens. In september 2020 werd Terwingen door toenmalig CD&V-voorzitter Joachim Coens aangesteld tot directeur organisatie van de partij, waarbij hij de vernieuwing van CD&V mee in goede banen moet leiden. Terwingen bekleedde deze functie tot augustus 2022, toen deze door Coens' opvolger Sammy Mahdi werd opgedoekt.
Bij de federale verkiezingen van juni 2024 was hij lijstduwer van de CD&V-lijst in Limburg, maar Terwingen werd niet verkozen. Enkele maanden later, in oktober 2024, werd hij wel verkozen tot provincieraadslid van Limburg. 
Sinds mei 2020 is Terwingen tevens lid van de raad van bestuur van De Vlaamse Waterweg.

## Eretekens
- Ridder in de Leopoldsorde